# Bryolymnia forreri
Bryolymnia forreri är en fjärilsart som beskrevs av Druce 1889. Bryolymnia forreri ingår i släktet Bryolymnia och familjen nattflyn. Inga underarter finns listade i Catalogue of Life.